# Sami Bey Frashëri
Sami Bey Frashëri (født 1. juni 1850, død 18. juni 1904) var én af de tre Frashëri-brødre der spillede en stor rolle i etableringen af en moderne albansk selvbevidsthed og i frigørelsen fra osmannerne. Sami Bey Frashëri har bl.a. skrevet skuespillet Æresordet der blev oversat til dansk af filologen Johannes Østrup.

## Ekstern henvisning
- Østrups oversættelse af "Æresordet". Kommentar og digitalisering ved Bjørn Andersen